# Zona Militar da Madeira
A Zona Militar da Madeira (ZMM), sedeada no Funchal, é o comando do Exército Português responsável pelo aprontamento, instrução e condução operacional das forças terrestres estacionadas no arquipélago da Madeira. Até 2006, a ZMM era considerada um comando territorial, sendo a partir daí, parte integrante da Força Operacional Permanente do Exército.
A ZMM é comandada por um Major-General, administrativamente dependente do Comando das Forças Terrestres, mas operacionalmente dependente do Comando Operacional da Madeira.

## Missão
Compete à Zona Militar da Madeira:
1. Assegurar a defesa imediata do arquipélago da Madeira;
2. Colaborar na vigilância e controlo de áreas e pontos sensíveis no arquipélago;
3. Assegurar as condições de receção às unidades de reforço à ZMM;
4. Assegurar outras missões de interesse público, especialmente no âmbito da proteção civil.

## História
A ZMM tem origem no Comando Militar da Madeira (CMM) criado no final do século XIX. Pela organização do Exército de 1926, o anterior CMM foi transformado no Governo Militar da Madeira, cujo comandante tinha o título de "governador militar da Madeira". Em 1937, voltou a designar-se "Comando Militar da Madeira", mas o seu comandante manteve o título de "governador militar". Entre 1960 e 1975, designou-se "Comando Territorial Independente da Madeira (CTIM)". Desde 1975, designa-se "Zona Militar da Madeira".

## Organização
1) Comando da Zona Militar da Madeira
2) Unidade de Apoio
3) Regimento de Guarnição n.º 3 (RG3);
O Agrupamento de Defesa Territorial da Madeira constitui a força operacional da ZMM. Esta força é constituída por um batalhão de infantaria e uma bataria de artilharia antiaérea do RG3, reforçados por unidades de apoio de combate e serviços organizadas fora da ZMM.
A Unidade de Apoio da Zona Militar da Madeira apoia administrativamente e logisticamente o Comando da ZMM e o Comando Operacional da Madeira.
Esta Unidade é constituida por uma companhia de comando e serviços. Esta, por sua vez, é constituida por várias secções (secção de pessoal, logistica, obras, financeira e operações, informações e segurança) e por um pelotão de Polícia do Exército.